# Beurskwartier
Het Beurskwartier, voorheen ook wel Jaarbeurskwartier is een stedenbouwkundigproject in de Nederlandse stad Utrecht, en maakt deel uit van het groter stedenbouwkundigproject CU2030. Het gebied is gelegen ten westen van het Centraal Station Utrecht, aan de niet-centrumzijde. Ruwweg tussen het Merwedekanaal, Croeselaan, Van Zijstweg en Overste Den Oudelaan.
In dit gebied worden onder andere Wonderwoods, Central Park, Van Sijpesteijnkade, Jaarbeurpleingebouw. Daartussen wordt het Forum aangelegd een verhoogde stadsstraat.
Tevens wordt de Leidse Rijn door getrokken naar de heraangelegde Catharijnesingel. Er worden zo'n 3.500 woningen gebouwd.